# Óscar Rojas
Ne doit pas être confondu avec Óscar Rojas (footballeur chilien).
Óscar Emilio Rojas Ruiz (né le 27 avril 1979 à San José au Costa Rica) est un footballeur international costaricien, qui joue au poste de milieu de terrain avant de devenir entraîneur.

## Biographie

### Carrière en sélection
Avec l'équipe du Costa Rica, il joue 28 matchs (pour un but inscrit) entre 2001 et 2012. 
Il figure notamment dans le groupe des sélectionnés lors des Gold Cup de 2002 et de 2003.

## Palmarès
Costa Rica
- Gold Cup :
  - Finaliste : 2002.